# Barbie: Mariposa en de feeënprinses
Barbie: Mariposa en de feeënprinses (oorspronkelijke titel: Barbie Mariposa and the Fairy Princess) is een Amerikaanse digitale animatie- en motioncapturefilm uit 2013, geregisseerd door William Lau. Het is een film over Barbie in een serie van digitaal geanimeerde Barbiefilms.

## Verhaallijn
Mariposa is de heldin van Flutterfield. Ze moet en zal vrede sluiten tussen 2 koninkrijken, maar dat is niet gemakkelijk. Ze wordt bevriend met de dochter van de koning, Catania, die door een traumatisch ongeval niet meer kan vliegen. Hierdoor gebruikt ze een gevleugeld paard als verplaatsing.
Als de gemene heks op de avond van het bal terugkomt wil Mariposa haar verslaan, maar zij wordt betoverd door de gemene heks waardoor ze niet meer kan bewegen. Maar samen met Catania kan Mariposa de heks verslaan. Mariposa en Katanja hebben allebei nieuwe vleugels en nieuwe jurken gekregen.  Uiteindelijk sluiten de twee koninkrijken vrede.
Katanja en Mariposa leefden nog lang en gelukkig.